# Saint-Ferriol
Saint-Ferriol é uma comuna francesa na região administrativa de Occitânia, no departamento de Aude. Estende-se por uma área de 9,85 km². Em 2010 a comuna tinha 115 habitantes (densidade: 11,7 hab./km²).